# Cerro Portachuelo (Táchira)
El Cerro Portachuelo (8°14′25″N 71°22′42″O / 8.2404, -71.3782) es el nombre que recibe una montaña en la parroquia Mesa de Quintero del municipio Rómulo Costa, estado Táchira, al occidente de Venezuela. Constituye uno de los puntos más altos del estado con sus 3186 metros sobre el nivel del mar, ubicado al oeste de la represa a Honda en un privilegiado espacio natural al norte del Parque nacional Chorro El Indio. 
En sus alrededores hay numerosos ríos, cascadas y lagunas incluyendo el gran embalse Borde Seco-La Vueltosa está a poca distancia al sureste. Es una montaña de difícil ascenso por lo poco accesible e intrincado del bosque nublado, con muy fuertes pendientes y desfiladeros, sumando a esto las condiciones climáticas del páramo andino, que por lo general se mantiene cubierto de una densa niebla.

## Vegetación
El cerro Portachuelo y sus alrededores posee un denso bosque que es mezcla de la selva lluviosa submontano y el montano siempreverdes. De acuerdo a la altitud se aprecian cuatro formaciones vegetales:
- Bosques premontano
- Bosque húmedo
- Selva nublada
- Páramo subalpino

Se encuentran especies endémicas comunes a todos los Andes Venezolanos. Entre las especies más comunes se puede mencionar: el Guamo (Inga nobilis), el Bucare (gen. Erythrina), el Pino Laso (Decussocarpus sp.), el Jabillo (Hura crepitans), Cedro (Cedrela odorata), Laurel (Ficus maxima) y el Yagrumo de hoja blanca. Hay además numerosas orquídeas del género Epidendrum.

## Fauna
Su cercanía a la protección del Parque Nacional Chorro del Indio, es uno de los últimos reductos del oso frontino (Tremarctos ornatus). Además se encuentran, entre otros mamíferos:
- El báquiro o cochino de monte
- El cunaguaro
- El venado matacán
- El zorro manilavao
- La lapa paramera
- mapaches
- oso hormiguero)

En la avifauna hay ejemplares de guacharaca (Ortalis ruficauda), el Paují Copete de Piedra (Pauxi pauxi), además exinten especies de serpientes como la Mapanare (Bothrops venezuelensis), la Coral (Micrurus altirostris) y la Bejuca (Oxybelis sp).